# Пор-де-Пе
Пор-де-Пе (фр. Port-de-Paix, гаит. креол. Pòdpè) — город на северо-западе Гаити, на территории Северо-Западного департамента.

## История
Пор-де-Пе был основан в 1665 году французскими флибустьерами, которые были вынуждены покинуть остров Тортуга из-за вторжения британцев. С 1676 по 1711 годы здесь размещалась столица французской колонии Сан-Доминго, которая впоследствии была перенесена в Кап-Аитьен. В 1679 году в Пор-де-Пе вспыхнуло первое восстание рабов, привезённых из Африки. В 1902 году город был почти полностью разрушен пожаром.

## Географическое положение
Город находится в северной части департамента, на побережье пролива Тортю. Абсолютная высота — 0 метров над уровнем моря.

## Население
По данным на 2013 год численность населения составляет 43 632 человека.
Динамика численности населения города по годам:
| 1971   | 1982   | 1990   | 1995   | 1997   | 2013   |
| ------ | ------ | ------ | ------ | ------ | ------ |
| 14 494 | 15 540 | 21 828 | 25 453 | 27 100 | 43 632 |

## Транспорт
Имеется аэропорт Пор-де-Пе, принимающий регулярные местные рейсы из Порт-о-Пренса и Кап-Аитьена. Город связан паромной переправой с расположенным напротив его островом Тортуга.

## Известные уроженцы
- Эмиль Жонассен — и. о. президента Гаити (1993—1994).